# The End of the World (chanson de The Cure)
Pour les articles homonymes, voir End of the World.
Singles de The Cure
Just Say Yes
(2001) alt.end
(2004)
Pistes de The Cure
Before Three Anniversary
The End of the World est une chanson du groupe britannique The Cure sortie en single le 22 juin 2004, extraite de l'album The Cure. 
Il s'agit du premier single du groupe sur le label Geffen Records.

## Contenu
Le single contient une version de The End of the World légèrement plus courte que sur l'album et deux autres chansons, This Morning qui apparaît sur l'édition limitée vinyle de l'album, et Fake également présente sur la version vinyle ainsi que sur l'édition CD japonaise,.
Une plage CD-Rom avec le clip vidéo de The End of the World complète le single.

## Clip
Le clip, réalisé par Floria Sigismondi, a obtenu deux nominations: meilleure vidéo aux MTV Europe Music Awards en 2004 et vidéo de l'année aux Prix Juno en 2005,.

## Classements hebdomadaires
| Classement (2004)              | Meilleure place |
| ------------------------------ | --------------- |
| Allemagne (GfK Entertainment)  | 47              |
| Écosse (OCC)                   | 38              |
| États-Unis (Alternative Songs) | 19              |
| France (SNEP)                  | 70              |
| Italie (FIMI)                  | 19              |
| Royaume-Uni (UK Singles Chart) | 25              |
| Suisse (Schweizer Hitparade)   | 95              |